# Modelul stadial de dezvoltare morală al lui Lawrence Kohlberg
Stadiile de dezvoltare morală avansate de Lawrence Kohlberg constituie o adaptare a unei teorii psihologice inițial concepute de psihologul elvețian Jean Piaget. Kohlberg⁠(d) a început să lucreze pe acest subiect, în timpul studiilor post-universitare de la Universitatea din Chicago în 1958, și a completat această teorie de-a lungul întregii sale vieți.
Teoria susține că judecata morală⁠(d), baza pentru un comportament etic, are șase stadii de dezvoltare  identificabile, fiecare din ce în ce mai adecvat decât predecesorul său la a răspunde la dilemele morale. Kohlberg a urmat dezvoltarea gândirii morale dincolo de vârstele studiate anterior de către Piaget, care, și el, susținea că logica și moralitatea se dezvoltă prin stadii constructive. Dezvoltând munca lui Piaget, Kohlberg a stabilit că procesul de dezvoltare morală privește în principal justiția, și că el continuă de-a lungul întregii vieți a omului, noțiune care a dat naștere unui dialog asupra implicațiilor filosofice ale unei astfel de cercetări.
Cele șase stadii de dezvoltare morală sunt grupate în trei niveluri: moralitatea pre-convențională, moralitatea convențională, și moralitatea post-convențională.
Pentru studiile sale, Kohlberg s-a bazat pe povești, cum ar fi dilema lui Heinz, și s-a interesat de felul în care indivizii și-ar justifica acțiunile, dacă s-ar găsi în dileme morale similare. Apoi, el s-a concentrat pe forma raționamentului moral pe care îl prezintă fiecare, ignorând hotărârea luată pentru a rezolva dilema, și a clasificat aceste raționamente ca aparținând câte uneia din șase etape distincte.
Au existat critici ale teoriei din mai multe perspective. Printre argumente se numără faptul că pune accentul pe justiție, excluzând alte valori morale, cum ar fi grija față de altul; că între etape există o suprapunere care le-ar face să fie privite mai degrabă ca domenii separate; sau că evaluările motivelor pentru care se fac alegerile morale sunt în cea mai mare parte raționalizări post-hoc (atât de către cei ce iau deciziile, cât și de către psihologii care le studiază) ale unor hotărâri în esență intuitive.
Cu toate acestea, a apărut un domeniu cu totul nou în psihologie ca rezultat direct al teoriei lui Kohlberg, și, conform studiului efectuat de Haggbloom et al. între cei mai importanți psihologi ai secolului al XX-lea, Kohlberg este al 16-lea cel mai frecvent citat psiholog în manualele introductive de psihologie de-a lungul secolului, precum și al 30-lea cel mai eminent.
Scara lui Kohlberg tratează felul cum oamenii își justifică comportamentele și stadiile ei nu sunt o metodă de clasificare a cât de moral este comportamentul cuiva. Ar trebui, însă, să existe o corelație între categoriile în care se înscrie cineva pe scară și felul cum se comportă, iar ipoteza generală este că un comportament moral este mult mai responsabil, consecvent și previzibil la oamenii aflați la nivelele superioare.

## Stadiile
Cele șase stadii ale lui Kohlberg pot fi, mai general, grupate în trei stadii a câte două etape, fiecare: pre-convențional, convențional și post-convențional. Urmând cerințele constructiviste ale lui Piaget pentru un model în stadii, așa cum este descris în teoria dezvoltării cognitive, este extrem de rar regresul în aceste stadii—pierderea abilității asociate unui stadiu mai avansat. Etapele nu pot fi sărite; fiecare oferă o perspectivă nouă și necesară, mai cuprinzătoare și mai diferențiată decât predecesoarea, dar integrată cu aceasta.
Nivelul 1 (Pre-convențional)
1. Orientare prin pedeapsă și conformare
(Cum pot evita pedeapsa?)
2. Hedonism instrumental naiv
(Eu cu ce mă aleg?)
(Plată pentru un beneficiu)
Nivelul 2 (Convențional)
3. Acord și conformism interpersonal
(Norme sociale)
(Atitudinea de băiat/fată bun/-ă)
4. Comportament moral de menținere a autorității
(Lege și ordine, moralitate)
Nivelul 3 (Post-Convențional)
5. Orientarea prin contract social
6. Principii etice universale
(Principială conștiință)
Înțelegerea dobândită în fiecare stadiu este reținută în stadiile ulterioare, dar poate fi considerată de către cei aflați în stadiile ulterioare ca fiind simplistă, lipsită de atenție suficientă la detalii.

### Nivelul pre-convențional
Nivelul pre-convențional de judecată morală este deosebit de frecvent la copii, deși adulții pot prezenta și ei acest nivel de raționament. Cei care raționează la acest nivel judecă moralitatea unei acțiuni în funcție de consecințele sale directe. Nivelul pre-convențional este format din primul și al doilea stadiu de dezvoltare morală și este preocupat numai de sine într-un mod egocentric. Un copil cu moralitate pre-convențională nu a adoptat sau internalizat încă convențiile sociale cu privire la ceea ce este bine sau rău, dar în schimb se concentrează în mare măsură pe consecințele externe pe care le pot avea anumite acțiuni.
În stadiul întâi (condus de obediență și pedeapsă), persoanele pun accent pe consecințele directe ale acțiunilor asupra lor însele. De exemplu, o acțiune este percepută ca fiind greșită din punct de vedere moral greșit atunci când făptuitorul este pedepsit. „Ultima dată când am făcut asta, am primit o palmă, așa că nu o voi face din nou.” Cu cât mai drastică pedeapsa pentru acea faptă, cu atât este percepută fapta ca fiind mai „rea”. Acest lucru poate da naștere la o concluzie că chiar și victimele nevinovate sunt vinovate proporțional cu suferința lor. Este „egocentric”, lipsit de recunoașterea faptului că mai există și alte puncte de vedere diferite de cel propriu. Există „respect pentru puterea superioară sau prestigiul superior.”
Un exemplu de moraliate condusă de obediență și pedeapsă ar fi un copil care refuză să facă ceva pentru că este greșit și că consecința ar putea fi o pedeapsă. De exemplu, un coleg de școală al copilului încearcă să-l provoace pe copil să chiulească de la școală. Copilul ar aplica o moralitate guvernată de obediență și pedeapsă dacă ar refuza să chiulească de la școală pentru că el ar fi pedepsit.
Stadiul al doilea (condus de interes personal) exprimă poziția de tipul „mie ce-mi iese?”, în care comportamentul este definit de orice consideră individul a fi în interesul său, dar înțeles în mod restrâns, neluând în considerare reputația sau relațiile cu grupuri de oameni. Raționamentul din stadiul al doilea prezintă un interes redus față de nevoile altora, numai până în punctul în care ar putea să servească propriilor interese ale individului. Ca urmare, preocuparea pentru alții nu se bazează pe loialitate sau pe respect intrinsec⁠(d), ci mai degrabă pe o mentalitate „tu m-ajuți pe mine, eu te-ajut pe tine”. Lipsa unei perspective sociale în nivlul pre-convențional îl face foarte diferit de contractul social (stadiul al cincilea), întrucât toate acțiunile întreprinse în această etapă au scopul de a servi propriile nevoi sau interese ale individului. Perspectiva asupra lumii a cuiva aflat în stadiul al doilea este adesea văzută ca relativă din punct de vedere moral.
Un exemplu de interes personal condus este atunci când unui copil îi cer părinții să facă o treabă casnică. Copilul întreabă, „eu cu ce mă aleg?” Părinții oferă copilului un stimulent sub forma unor bani de buzunar în schimbul contribuției la treburile casnice. Copilul este motivat de propriul interes pentru a face treburile.

### Convențional
Nivelul convențional de raționament moral este tipic pentru adolescenți și adulți. A raționa într-un mod convențional înseamnă a judeca moralitatea acțiunilor prin compararea lor cu opiniile și așteptările societății. Nivelul convențional constă în stadiile al treilea și al patrulea de dezvoltare morală. Moralitatea convențională este caracterizată printr-o acceptare a convențiilor societății privind binele și răul. La acest nivel, un individ se supune normelor și urmează normele societății chiar și atunci când nu există consecințe pentru ascultare sau neascultare. Aderarea la reguli și convenții este însă oarecum rigidă, cu toate acestea, iar dreptatea sau corectitudinea unei reguli este rareori pusă la îndoială.
În stadiul al treilea (bune intenții determinate prin consens social), sinele intră în societate conformându-se la standardele sociale. Indivizii sunt receptivi la aprobare sau dezaprobare din partea altora, deoarece acestea reflectă vederile societății. Ei încearcă să fie un „băiat bun” sau „fată bună” și să se ridice la aceste așteptări, întrucât au aflat că există beneficii dacă sunt considerați buni. Raționamentul de stadiul al treilea poate judeca moralitatea unei acțiuni prin evaluarea consecințelor sale în termeni de relații personale, care acum începe să cuprindă idei cum ar fi respectul, recunoștința și „regula de aur”. „Vreau să fiu plăcut și bine privit; se pare că dacă nu sunt rău le plac oamenilor.” Conformarea la regulile asociate rolului social nu este încă pe deplin înțeleasă. Intențiile actorilor joacă un rol mai important în raționament în această etapă; unii ar putea fi mai iertători dacă crede că cineva „are bune intenții”.
În stadiul al patrulea (condus de autoritate și respect al ordinii sociale), este importantă respectarea legilor, preceptelor, și convențiilor sociale⁠(d), din cauza importanței lor în menținerea unei societăți funcționale. Raționamentul moral în stadiul patru trece, prin urmare, dincolo de nevoia de aprobare individuală expusă în stadiul al treilea. Adesea, un ideal sau câteva idealuri centrale prescriu ceea ce este bine și rău. Dacă o persoană încalcă o lege, probabil, toată lumea ar face la fel—deci, există obligația și datoria de a respecta legile și regulile. Când cineva încalcă o lege, este greșit din punct de vedere moral; deci, culpabilitatea este un factor important în această etapă întrucât separă de domeniul răului de cel al binelui. Cei mai mulți membri activi ai societății rămân la stadiul al patrulea, unde moralitatea este încă predominant dictată de o forță exterioară.

### Post-convențional
Nivelul post-convențional, cunoscut și ca „nivelul principial”, este marcat de o realizare crescândă că indivizii sunt entități separate de societate, și că perspectiva proprie a fiecărui individ pot avea prioritate față de vederile societății; indivizii pot să nu se supună normelor care vin în contradicție cu propriile lor principii. Moraliștii post-convenționali trăiesc după propriile lor principii etice—principii care includ, de obicei, drepturi fundamentale ale omului precum dreptul la viață, libertate și justiție. Oamenii care prezintă moralitate post-convențională consideră că regulile sunt mecanisme utile, dar schimbătoare—în mod ideal, regulile pot menține ordinea socială de ansamblu și protejează drepturile omului. Regulile nu sunt dictate absolute care trebuie ascultate fără îndoială. Pentru că indivizii post-convenționali își ridică propria lor evaluare morală a unei situații deasupra convențiilor sociale, comportamentul lor, mai ales la stadiul al șaselea, poate fi confundat cu cel al celor de la nivelul pre-convențional.
Unii teoreticieni au speculat că mulți oameni nu pot ajunge la acest nivel de abstractizare a raționamentului moral.
În stadiul al cincilea (condus de contractul social), lumea este văzută ca având opinii, drepturi și valori diverse. Aceste perspective ar trebui să fie respectate reciproc ca fiind unice pentru fiecare persoană sau comunitate. Legile sunt considerate ca fiind contracte sociale, mai degrabă decât edicte rigide. Cele care nu promovează bunăstarea generală ar trebui să fie schimbate atunci când este necesar pentru a satisface „binele cel mai mare pentru cei mai mulți oameni”. Acest lucru este realizat prin decizie majoritară⁠(d) și prin compromis⁠(d). Guvernarea democratică se bazează, se pare, pe raționamente morale asociate stadiului al cincilea.
În stadiul al șaselea (condus de principii etice universale), judecata morală se bazează pe raționament abstract, folosind principii etice universale. Legile sunt valabile numai în măsura în care acestea sunt fundamentate în dreptate, și un angajament față de dreptate poartă cu el o obligație de nu respecta legi nedrepte. Drepturile legale⁠(d) nu sunt necesare, întrucât contractele sociale nu sunt esențiale pentru o acțiune morală deontică⁠(d). Nu se ajunge la hotărâri în mod ipotetic, condițional, ci categoric⁠(d) și absolut, ca în filosofia lui Immanuel Kant⁠(d). Acest lucru necesită ca un individ să-și imagineze ce ar face în locul altuia, dacă ar crede ceea ce-și imaginează cealaltă persoană că este adevărat. Consensul rezultat este acțiunea întreprinsă. Astfel, acțiunea nu este niciodată un mijloc, ci un scop în sine; individul acționează, pentru că așa este drept, și nu pentru a evita pedeapsa, pentru că este în interesul său, pentru că așa se așteaptă societatea, așa este legea sau așa s-a convenit. Deși Kohlberg insista că există și stadiul al șaselea, lui i-a fost greu să identifice persoane care operează în mod constant la acest nivel.

### Alte stadii
În studiile sale empirice, în care a urmărit persoane pe tot parcursul vieții lor, Kohlberg a observat că unele păreau să fi înregistrat regresii ale stadiului moral. Aceasta se poate explica fie prin a relaxa constrângerea de non-regresie a teoriei, fie prin extinderea ei. Kohlberg a ales aceasta din urmă, postulând existența unor sub-stadii în care stadiul în curs de dezvoltare nu a fost încă pe deplin integrat în personalitate. În special, Kohlberg a remarcat un stadiu 4 sau 4+, o tranziție de la stadiul al patrulea la stadiul al cincilea, în care observa caracteristici din ambele. În acest stadiu, individul este nemulțumit de natura arbitrară a raționamentului condus de lege și ordine; culpabilitatea trece frecvent de la a fi definită de societate la a vedea societatea ca fiind vinovată. Acest stadiu este adesea confundat cu relativismul moral al stadiului al doilea, întrucât individul consideră ca aceste interese ale societății care intră în conflict cu cele proprii a fi greșite din punct de vedere moral. Kohlberg nota că acest lucru a fost observat de multe ori la studenții care intră la facultate.
Kohlberg a sugerat că ar putea exista și un al șaptelea stadiu—moralitate transcendentală, sau moralitate de orientare cosmică—care legau religia de judecata morală. Dificultățile lui Kohlberg de a obține dovezi empirice, chiar și pentru stadiul al șaselea, l-au condus însă să sublinieze caracterul speculativ al acestui al șaptelea stadiu.

## Ipotezele teoretice (filosofie)
Stadiile de dezvoltare morală ale lui Kohlberg se bazează pe presupunerea că oamenii sunt în mod inerent comunicativi, capabil de rațiune, și posedă o dorință de a-i înțelege pe ceilalți și lumea din jurul lor. Etapele acestui model se referă la raționamentele calitative morale adoptate de către persoane fizice, și deci nu se traduce direct în laude sau învinovățiri la adresa acțiunilor sau caracterului vreunui individ. Argumentând că teoria lui măsoară raționamentul moral și nu anumite concluzii morale, Kohlberg insistă asupra faptului că forma și structura argumentelor morale este independentă de conținutul acestor argumente, o poziție pe care el o numește „formalism⁠(d)”.
Teoria lui Kohlberg se centrează pe ideea că dreptatea este caracteristica fundamentală a raționamentului moral. Dreptatea în sine se bazează pe noțiunea de raționament solid bazat pe principii. Deși este o teorie a moralității centrată pe dreptate, Kohlberg a considerat-o compatibil cu formulările plauzibile ale deontologiei⁠(d) și eudaimonismului⁠(d).
Teoria lui Kohlberg înțelege valorile ca o componentă esențială a dreptului. Oricare ar fi dreptul, pentru Kohlberg, el trebuie să fie universal valabil între societăți (poziție cunoscută sub numele de „universalism moral⁠(d)"): nu poate exista relativism⁠(d). Mai mult decât atât, morala nu este o caracteristică naturală a lumii; ea este prescriptivă⁠(d). Cu toate acestea, judecățile morale pot fi evaluate în termeni logici de adevărat și fals.
Potrivit lui Kohlberg: cineva care progresează la un stadiu superior de raționament moral nu poate sări peste stadii. De exemplu, un individ nu poate sări de la a fi preocupat în mare parte de judecățile egalilor săi (stadiul al treilea) direct la a fi un susținător al ideii de contract social (stadiul al cincilea). La confruntarea cu o dilemă morală, când găsește nivelul său actual de raționament moral nesatisfăcător, un individ va căuta, însă, nivelul următor. Conștientizarea limitărilor stadiului actual de gândire este forța motrice din spatele dezvoltării morale, întrucât fiecare stadiu progresiv este mai adecvat decât ultimul. Procesul este, prin urmare, considerat a fi constructiv, fiind inițiat de către construcția conștientă a individului, și nu este în niciun sens o componentă a dispozițiilor înnăscute ale individului, ori un rezultat al unor inducții din trecut.

### Elemente formale
Înaintarea prin stadiile lui Kohlberg are loc ca urmare a creșterii competenței individului, atât din punct de vedere psihologic, cât și în echilibrarea cerințelor social-valorice contradictorii. Procesul de rezolvare a cerințelor contradictorii către un echilibru se numește „operațiune a dreptății”. Kohlberg identifică două astfel de operațiuni ale dreptății: „egalitatea⁠(d)”, care implică o privre imparțială asupra persoanelor, și „reciprocitatea”, care înseamnă punerea accentului pe meritul personal. Pentru Kohlberg, cel mai adecvat rezultat al ambelor operațiuni este „reversibilitatea”, în care o faptă morală efectuată într-o anumită situație este evaluată în funcție dacă este sau nu fapta ar fi satisfăcătoare chiar și atunci când persoanele vizate își comută rolurile în aceeași situație (i se mai spune și „jocul de-a scaunele muzicale” moral).
Cunoașterea și învățarea contribuie la dezvoltarea morală. Deosebit de importante sunt „vederile [individului] asupra persoanelor” și asupra „nivelului lor de perspectivă socială”, care devin fiecare mult mai complex și matur cu înaintarea prin fiecare stadiu. „Vederile asupra persoanelor” pot fi înțelese ca înțelegerea individului a psihologiei altor persoane; pot fi imaginate ca un spectru, la stadiul unu neexistând nicio vedere asupra altor persoane, iar stadiul al șaselea fiind în întregime socio-centric. Analog, nivelul perspectivei sociale implică înțelegerea universului social, care diferă de vederea asupra persoanelor, prin aceea că implică o apreciere a normelor sociale.

## Exemple de dileme morale aplicate
Kohlberg a propus Interviul de Judecată Morală în prima sa disertație din 1958. De-a lungul interviului semi-structurat⁠(d) de circa 45 de minute înregistrat, intervievatorul folosește dileme morale pentru a determina care este stadiul de raționament moral folosit de o persoană. Dilemele sunt povestiri fictive scurte care descriu situații în care o persoană trebuie să ia o decizie morală. Participantului i se pune un șir sistemice de întrebări deschise⁠(d), cum ar fi ce cred ei că ar fi drept să facă în situația prezentată, și i se cere să justifice motivele pentru care anumite acțiuni sunt corecte sau greșite. Este marcată forma și structura acestor răspunsuri și nu conținutul lor; scorul de ansamblu este calculat după evaluarea mai multor dileme morale.
O dilemă pe care Kohlberg a utilizat-o în cercetarea sa originală a fost dilema farmacistului: Heinz fură medicamentul în Europa.

## Critici
O critica a teoriei lui Kohlberg este aceea că se pune accentul pe dreptate, excluzând alte valori, și astfel nu se pot aborda în mod adecvat argumentele celor care pun accent pe alte aspecte morale ale acțiunilor. Carol Gilligan⁠(d) susținea că teoria lui Kohlberg este prea androcentrică. Teoria lui Kohlberg a fost inițial dezvoltată pe baza cercetărilor empirice, folosind numai participanți de gen masculin; Gilligan a susținut că nu descrie în mod adecvat preocupările femeilor. Kohlberg a declarat că femeile au tendința de a se bloca la stadiul al treilea, concentrându-se pe detalii despre cum să mențină relațiile și să promoveze bunăstarea familiei și a prietenilor. Bărbații sunt mai susceptibili să treacă la principii abstracte, și, astfel, sunt mai puțin interesați de detaliile despre cine este implicat. În concordanță cu această observație, teoria lui Gilligan a dezvoltării morale nu se concentrează pe valoarea dreptății. Ea a dezvoltat o teorie alternativă de raționament moral bazat pe etica grijii. Criticii acesteia însă, cum ar fi Christina Hoff Sommers⁠(d), susține că cercetarea lui Gilligan este nefondată, și că nu există dovezi care să-i susțină concluzia.
Stadiile lui Kohlberg nu sunt neutre din punct de vedere cultural, cum s-a demonstrat, prin aplicarea lor la mai multe culturi diferite. Deși înaintează prin stadii în aceeași ordine, persoanele din culturi diferite par să o facă cu viteze diferite. Kohlberg a răspuns afirmând că, deși diferite culturi într-adevăr inspiră credințe diferite, aceste stadii corespund mai degrabă unor moduri de gândire intrinseci, decât acestor credințe.
O altă critică a teoriei lui Kohlberg este că oamenii dau frecvent dovadă de inconsecvențe semnificative ale judecăților morale. Acest lucru apare adesea în dilemele morale care implică conducerea sub influența alcoolului și situații de afaceri în care participanții au dat dovadă că raționează la un stadiu inferior, de obicei, folosind mai mult raționamentul condus de auto-interes (de exemplu, stadiul al doilea) decât cel condus de autoritate și ordinea socială (de exemplu, stadiul al patrulea). Teoria lui Kohlberg este în general considerată a fi incompatibilă cu inconsistențele judecății morale. Carpendale susținea că teoria lui Kohlberg ar trebui să fie modificată pentru a se concentra pe ideea că procesul de raționament moral presupune integrarea unor perspective diferite ale unei dileme morale, în loc să facă pur și simplu o fixație pe aplicarea regulilor. Acest punct de vedere ar permite inconsecvență în raționamentul moral, întrucât indivizii pot fi îngreunați de incapacitatea lor de a lua în considerare diferite perspective. Krebs și Denton, de asemenea, au încercat să modifice teoria lui Kohlberg pentru a ține cont de o multitudine de constatări contradictorii, dar în cele din urmă a ajuns la concluzia că teoria nu este echipată pentru a lua în considerare modul în care cele mai multe persoane iau decizii morale în viața de zi cu zi.
Alți psihologi au pus sub semnul întrebării ipoteza că acțiunea morală este în primul rând un rezultat al raționamentului formal. Intuiționiștii sociali, cum ar fi Jonathan Haidt, de exemplu, susțin că persoanele fac de multe ori judecăți morale fără a lua în calcul unele preocupări, cum ar fi corectitudinea, legea, drepturile omului, sau valorile etice abstracte. Astfel, argumentele analizate de către Kohlberg și alți psihologi raționaliști ar putea fi considerate raționalizări post-hoc ale unor decizii intuitive; raționamentul moral poate fi mai puțin relevante pentru acțiunea morală decât propune teoria lui Kohlberg.

## Relevanța actuală
Munca lui Kohlberg în domeniul stadiilor dezvoltării morale a fost utilizată și de alți autori din domeniu. Un exemplu este Testul Problemelor Definitorii⁠(d) (DIT), creat în 1979 de către James Rest⁠(d), inițial ca o alternativă cu creionul și hârtia la Interviul de Judecată Morală. Puternic influențat de modelul celor șase stadii, el a făcut eforturi pentru a îmbunătăți validitatea⁠(d) criteriilor prin utilizarea unui test cantitativ, scala Likert⁠(d), pe care se punctau dileme morale similar cu testele lui Kohlberg. A utilizat și o mare parte din teoria lui Kohlberg, cum ar fi ideea de „gândirea post-convențională”. În anul 1999, DIT a fost revizuit în DIT-2; testul continuă să fie folosit în multe domenii unde este necesară testarea morală, cum ar fi religia, politica, și medicina.